# Referéndum sobre el estatus político de Crimea de 1991

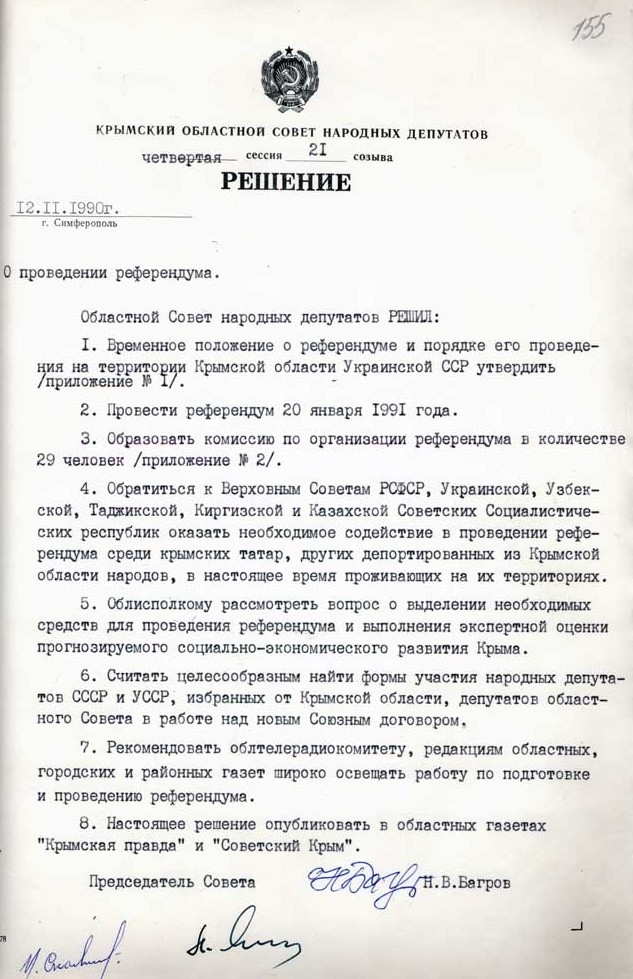
Decisión del Consejo Regional de Crimea de celebrar un referéndum

Un Referéndum sobre el estatus político de Crimea se celebró en el Óblast de Crimea de la República Socialista Soviética de Ucrania el 20 de enero de 1991 dos meses antes del referéndum de toda la Unión de 1991. Se preguntó a los votantes si querían restablecer la República Autónoma Socialista Soviética de Crimea, que había sido abolida en 1945. La propuesta fue aprobada por el 94% de los votantes.

## Antecedentes
La República Autónoma de Crimea se creó originalmente en 1921, como parte de la  RSFS de Rusia en la Unión Soviética. Posteriormente Crimea fue invadida por la Alemania nazi durante la Segunda Guerra Mundial, y cuando la región fue reclamada por la URSS en 1944, los tártaros de Crimea, armenios, búlgaros y griegos fueron deportados a Asia Central con el pretexto de una supuesta colaboración con los ocupantes alemanes. La República Autónoma de Crimea fue abolida y Crimea se convirtió en un oblast. El 5 de febrero de 1954 fue transferida a la República de Ucrania.
La diferencia clave entre ser un Óblast y una República Autónoma que sugirió el referéndum radica en que las repúblicas son partes de Unión de Estados Soberanos del Nuevo Tratado de la Unión y de acuerdo con las leyes contemporáneas sobre la salida de la URSS podrían decidir por sí mismas si permanecer dentro de la República Soviética saliente o permanecer en la URSS.

## Resultados
| Elección                           | Votos     | %     |
| ---------------------------------- | --------- | ----- |
| A favor                            | 1,343,825 | 94.30 |
| En contra                          | 81,254    | 5.70  |
| Votos inválidos/blanco             | 15,910    | –     |
| Total                              | 1,441,019 | 100   |
| Votantes registrados/participación | 1,770,841 | 81.37 |
| Fuente: KIA News                   |           |       |

## Consecuencias
Tras el referéndum, el  Soviet Supremo de la RSS de Ucrania aprobó la ley "sobre la restauración de República Socialista Soviética Autónoma de Crimea " el 12 de febrero de 1991.